# Ford Flivver

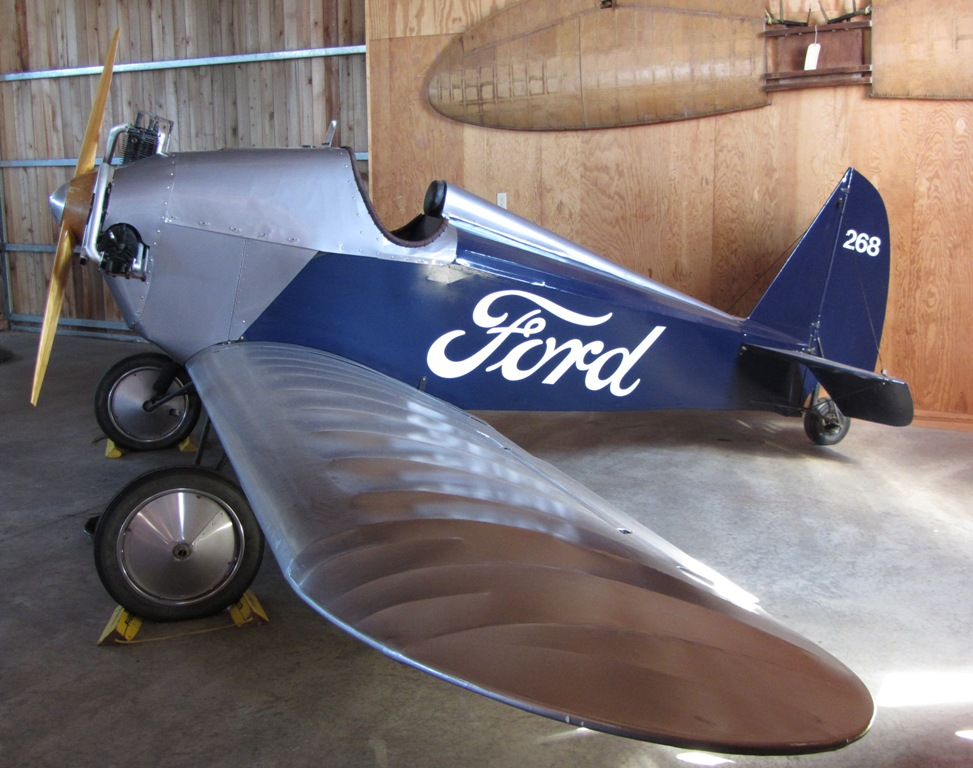
Réplica de Ford Flivver

El Ford Flivver es un avión monosilla introducido por Henry Ford como el "Modelo T del Aire". Después de un accidente fatal de un prototipo en el océano frente a Melbourne, Florida, los planes de producción se detuvieron.

## Diseño
El avión era un fuselaje de tubo de acero soldado, con construcción de ala de madera con revestimiento de tela. La rueda trasera montada en el timón dirigible también era la única rueda con freno. El escape fue enrutado a través de un colector especial a un escape Modelo T de stock. El tren de aterrizaje de acero se abrochó al ala y utilizó rosquillas de goma en compresión para la absorción de impactos. El diseñador del avión, Otto Koppen, pasó a diseñar el Helio Courier.

## Especificaciones (Ford Model 2A Flivver)

### Características generales
- Tripulación: 1
- Capacidad: 1
- Longitud: 15 ft 6 in (4.72 m)
- Envergadura: 21 ft 9 in (6.63 m)
- Airfoil: Gottingen 387
- Peso vacío: 500 lb (227 kg)

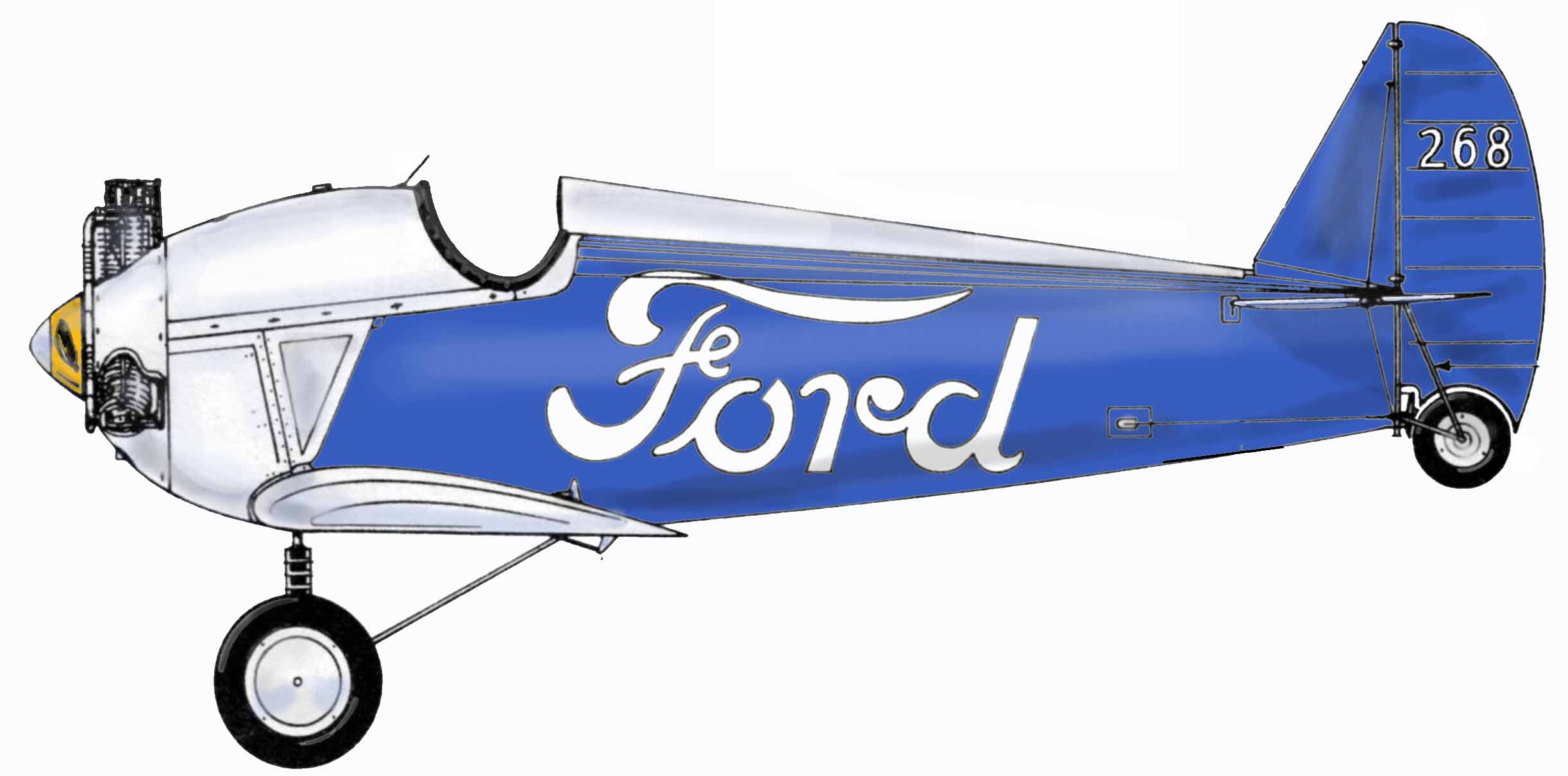
Perfil lateral

- Planta motriz: 1o Radial Anzani, 36 CV (27 kW)

### Rendimiento
- Velocidad máxima: 78 kn (90 mph, 140 km/h)
- Velocidad de parada: 26 kn (30 mph, 48 km/h)